# Stresemann (beklædning)
En stresemann eller stroller i (USA), black lounge i (Storbritannien) eller citydress er en form for semiformel herrebeklædning til dagbrug, der består af en enkelt- eller dobbeltradet sort jakke, gråstribede eller ternede bukser, slips i gråt eller sølv og en sort eller duegrå vest med revers. Den ligner det formelle morning dress, som den er afledt af, mens en jaket har en jakkesæts-jakke. Til stresemann bruges bowlerhat, boaterhat eller homburg.
Stresemann er opkaldt efter den tyske politiker og rigskansler Gustav Stresemann, der havde den på i rigsrådet.